# Rolf-Dieter Heuer
Pour les articles homonymes, voir Heuer.
Rolf-Dieter Heuer (né en 1948 à Bad Boll) est un physicien des particules allemand. Il a été directeur de l'Organisation européenne pour la recherche nucléaire (CERN) de janvier 2009 à décembre 2015.

## Biographie
Il étudie la physique à l'Université de Stuttgart en 1974 et obtient son doctorat à l'Université de Heidelberg en 1977 sous la direction de Joachim Heintze (de).
Il travaille durant plusieurs années comme expérimentateur, notamment sur le détecteur de particules JADE (en) de l'accélérateur PETRA (en) au centre de recherche du DESY en Allemagne. Il quitte le DESY en 1984 pour rejoindre le CERN où il travaille sur l'expérience OPAL.
En décembre 2007, il est nommé Directeur général du CERN avec pour début de son mandat de cinq ans le 1er janvier 2009 et succède ainsi à Robert Aymar. Fabiola Gianotti prend sa succession le 1er janvier 2016.